# Bojana Milenković
Bojana Milenković (kyrillisk skrift: Бојана Миленковић), född 6 mars 1997 i Belgrad i Serbien, är en volleybollspelare (spiker). 
Efter att som ung ha spelat i en mindre klubb, Crnjanski, började hon 2013 spela med OK Röda stjärnan Belgrad och vann första säsongen serbiska cupen med laget. Hon var 2014 med i Serbiens U-19-landslag som tog guld vid europamästerskapet och blev utvald till bästa spiker. Med U-20-landslaget följande år blev hon åter utnämnd till bästa spiker, även om laget blev femma denna gång. Hon debuterade med seniorlandslaget 2016 och var med i lagen som vann EM 2017 och VM 2018. I den senare tävlingen skadade hon ett ligament i det vänstra knät vilka hindrade henne från att tävla under säsongen 2018-2019. Hon var dock tillbaka och tog guld vid EM 2019. Under tiden 2018-2020 spelade Milenković för Pallavolo Scandicci Savino Del Bene. Därefter gick hon över till VK Altaj, CSM Volei Alba-Blaj, Chemik Police och sedan 2022 åter CSM Volei Alba-Blaj. Hon var med i landslaget som försvarade sitt guld vid VM 2022.